# International Pop Underground Convention (álbum)
International Pop Underground Convention es un CD de una compilación en vivo que documenta el festival de música del mismo nombre celebrado en 1991 en Olympia, Washington. Varias grabaciones del festival fueron compiladas por la discográfica K Records y lanzadas como un álbum doble y CD, incluyendo música de 21 bandas diferentes.

## Convención en Olympia
El International Pop Underground Convention tuvo lugar en Olympia, Washingtonen el año 1991. En su mayoría fue organizado por Calvin Johnson, fundador del sello discográfico K Records. (Johnson también participó en el álbum como parte del grupo Beat Happening.) El festival de seis días concentró una serie de presentaciones en el Capitol Theater de Olympia. El tema de la Convención se enfocó en la independencia de los artistas y una "fuerte resistencia al abuso de poder colectivo"

## Producción
El ingeniero veterano Patrick Maley es acreditado como el Productor Discográfico de todas las canciones del álbum, con la asistencia de Sara Lorimer y Byram Abbott. La mayoría de las pistas fueron grabadas en vivo en el Estudio de grabación YoYo ubicado dentro del Capitol Theater, mientras que unas cuantas fueron grabadas en dos de los lugares asociados a la Convención, el North Shore Surf Club y el Capital Lake Park.

## Lista de canciones
El álbum presenta 21 bandas diferentes de la Convención con las siguientes canciones:
1. Scrawl – "Clock Song (Go Girl Go)" - 3:06
2. The Nation of Ulysses – "Shakedown" - 3:24
3. The Pastels – "Speedway Star" - 2:50
4. Melvins – "Charmicarmicat" - 5:45
5. L7 – "Packin' a Rod" - 2:33
6. The Spinanes – "Jad Fair Drives Women Wild" - 4:09
7. Seaweed – "Bill" - 3:03
8. Shadowy Men on a Shadowy Planet – "They Don't Call Them Chihuahuas Anymore" - 2:31
9. Kreviss - "Sandi's Song" – 3:49
10. Some Velvet Sidewalk – "Curiosity" - 1:58
11. Mecca Normal – "Strong White Male" - 3:01
12. Courtney Love – "Motorcycle Boy" - 2:24
13. Unwound – "Bionic" - 3:06
14. Rose Melberg – "My Day" - 2:47
15. Fugazi – "Reprovisional" - 4:39
16. Bratmobile – "Punk Rock Dream Come True" - 1:49
17. Girl Trouble] – "Bring on the Dancing Girls" - 3:18
18. Kicking Giant – "This Sex" - 4:30
19. Fastbacks – "Impatience" - 2:51
20. Mark Hosler, Steve Fisk, y Bob Basanich – "Customer Service Breakthrough" - 6:21
21. Beat Happening – "Nancy Sin" - 2:47

Una grabación no acreditada de once segundos del ruido de la multitud hace una pista º22 al final del CD orgininal. El lanzamiento en vinilo del álbum doble contiene dos canciones no encontradas en la versión del CD: "Alright Baby Baby Whatcha Doin'" de Nikki McClure y "Burn The Flag" de Ice Cream Truck.